# Гриценко, Анатолий Степанович
Анато́лий Степа́нович Грице́нко (укр. Анатолій Степанович Гриценко; род. 25 октября 1957, Богачовка, Черкасская область) — советский и украинский военнослужащий, украинский политик, депутат Верховной Рады Украины от блока «Наша Украина — Народная самооборона» (2007—2012) и ВО «Батькивщина» (2012—2014), министр обороны Украины (в трёх кабинетах министров подряд — Юлии Тимошенко, Юрия Еханурова и Виктора Януковича, 2005—2007), до сентября 2019 года — лидер партии «Гражданская позиция», кандидат в президенты Украины в 2010, 2014 и 2019 годах.

## Биография
Анатолий Гриценко родился 25 октября 1957 года в селе Богачовка Звенигородского района Черкасской области Украинской ССР. До восьмого класса включительно учился в общеобразовательной школе № 6 в городе Ватутино Звенигородского района, а потом поступил в Киевское Суворовское военное училище, которое окончил в 1974 году с золотой медалью и поступил в Киевское высшее военное авиационное инженерное училище. Окончил его в 1979 году с отличием, получив квалификацию военного инженера-электрика.
С июня 1979 по ноябрь 1981 года Гриценко служил в войсковой части № 19109 в городе Ахтырка Сумской области УССР, на должности начальника группы обслуживания авиационного оборудования третьей авиационной эскадрильи. В подчинении офицера Гриценко были техник группы, два старших механика и несколько солдат срочной службы.
C декабря 1981 года Гриценко учился в адъюнктуре Киевского высшего военного авиационного инженерного училища ВС СССР. В октябре 1984 года он защитился, получив учёную степень кандидата технических наук, и стал служить преподавателем военного училища.
Принял военную присягу повторно. С ноября 1992 по август 1994 года Гриценко занимал должность начальника проблемно-аналитического управления Научно-исследовательского центра Генерального штаба Вооружённых сил Украины. При этом с марта 1993 по май 1994 года он находился в США: в 1993 году прослушал курс в Военном институте иностранных языков американского министерства обороны, а в 1994 году — курс на оперативно-стратегическом факультете Академии военно-воздушных сил США. Вернувшись на родину, в 1995 году Гриценко прошёл стажировку в Академии Вооружённых сил Украины.
В январе 1996 года Гриценко стал начальником управления проблем военной безопасности и воинского строительства Национального научно-исследовательского центра оборонительных технологий и военной безопасности Украины. В сентябре 1997 года он занял должность руководителя аналитической службы аппарата Совета национальной безопасности и обороны (СНБО) Украины. В октябре 1999 года после тяжёлой и продолжительной болезни умер начальник Гриценко — заместитель секретаря СНБО Александр Разумков, занимавший свою должность с июня 1997 года. После смерти начальника почти вся команда Разумкова перешла из СНБО в основанную им неправительственную организацию — Украинский центр экономических и политических исследований. В декабре 1999 года в звании полковника Гриценко уволен в запас.

## Центр Разумкова
Выйдя в запас, Гриценко был утверждён президентом Украинского центра экономических и политических исследований, который через год стал носить имя Разумкова. В феврале 2000 года Гриценко стал ещё и внештатным консультантом комитета по вопросам национальной безопасности и обороны Верховной рады Украины, а в ноябре 2000 года — членом Общественного совета экспертов по внутриполитическим вопросам при президенте Украины. Информационным партнёром центра стал украинский еженедельник «Зеркало недели», во главе которого находились бывший тесть и жена Разумкова — главный редактор Владимир Мостовой и его первый заместитель и дочь Юлия Мостовая. В октябре 2002 года Гриценко ушёл от первой жены Людмилы, с которой прожил 24 года, и сделал Мостовой предложение. В марте 2003 года они поженились.
В июне 2004 года Гриценко вошёл в центральный избирательный штаб кандидата в президенты Украины Ющенко и возглавил информационно-аналитическое направление работы его команды. Известно, что Гриценко написал для своего кандидата предвыборную программу — план действий будущего президента «10 шагов навстречу людям»,. В то же время Украинский центр экономических и политических исследований проводил эксит-поллы.

## Министр обороны
4 февраля 2005 года назначен министром обороны Украины в правительстве Юлии Тимошенко. По некоторым сведениям, во время конфликта президента и премьер-министра, в ночь с 7 на 8 сентября 2005 года, Гриценко участвовал в совещании ближайшего окружения Юлии Тимошенко, на котором решался вопрос о подготовке процедуры импичмента Ющенко. Именно Гриценко якобы звонил послу США Джону Хёрбсту и спрашивал о возможной реакции «мирового сообщества», на что тот ответил, что подобные действия будут расценены как мятеж и сговор. 8 сентября 2005 года Ющенко отправил в отставку правительство Тимошенко в полном составе, но в конце месяца предложил Гриценко остаться во главе министерства обороны. 30 сентября 2005 года, последним из министров, Гриценко был утверждён главой оборонного ведомства в правительстве Юрия Еханурова.
В декабре 2005 года Гриценко заявил, что отказывается от участия в выборах в Верховную раду Украины ради поста министра обороны страны, и пообещал, что армия останется вне политики. 4 августа 2006 года Гриценко по представлению Ющенко был утверждён министром обороны Украины в правительстве Виктора Януковича.
На посту министра обороны Гриценко занялся вопросами финансирования и реформирования Вооружённых сил Украины. В 2005 году, впервые за последние годы, армия была профинансирована в полном объёме, а в 2006 году её бюджет вырос на 51 % и достиг 8,9 млрд гривен. По сравнению с 2004 годом, в 2005 году показатели боевой подготовки выросли в среднем на 40—50 %. В мае 2007 года Гриценко высказался в поддержку идеи закона о введении выплаты компенсации вместо прохождения срочной воинской службы.
Гриценко активно поддерживал идею вступления Украины в Североатлантический альянс. В ноябре 2005 года Гриценко заявил о намерении завершить разработку Плана действий в отношении членства в НАТО к марту 2006 года, но в начале 2006 года из-за приближавшихся парламентских выборов депутаты отказывались рассматривать законы, касавшиеся сотрудничества Украины с НАТО. В августе 2006 года в текст Универсала национального единства был включён пункт о выполнении Плана действий в отношении членства в НАТО, но в сентябре 2006 года во время своей поездки в Брюссель Янукович заявил о переносе плана на неопределённое время. Тем не менее, Гриценко не отказался от идеи вступления Украины в НАТО.

### Критика
В октябре 2006 года, после того как Генеральная прокуратура Украины раскритиковала министерство обороны за неэффективную борьбу с коррупцией и преступностью в армии, Гриценко вызвал генерального прокурора Александра Медведько на теледебаты в прямом эфире. Два украинских телеканала предложили свой эфир для проведения дебатов. Начальник Пресс-службы Генпрокуратуры заявил, что Генпрокуратура не является политической структурой, чтобы принимать участие в теледебатах. Было принято решение провести совместную коллегию Генпрокуратуры и Минобороны, на которой смогут присутствовать журналисты. После этого Гриценко призвал отправить Генерального прокурора в отставку.
В ноябре 2006 года председатель главного контрольно-ревизионного управления Пётр Андреев заявил о нарушениях в системе министерства обороны Украины, связанных со строительством жилья для военных, хозяйственной деятельностью в военных городках и отчуждением земельных участков. Всего, по сведениям ведомства Андреева, нецелевым образом были израсходованы 6,6 миллиарда гривен. Гриценко, в свою очередь, опроверг обвинения. В декабре 2006 года ряд депутатов правящей коалиции написали проект постановления об увольнении Гриценко, но уже через несколько дней Верховная рада потеряла интерес к министру обороны и даже не стала рассматривать внесённый законопроект.
1 сентября 2017 года Анатолий Гриценко признал, что государственная программа утилизации боеприпасов была сорвана. Из-за остановки этого процесса стало невозможным расформировать некоторые военные части.

## Избрание в парламент и президентские выборы
2 апреля 2007 года Ющенко подписал указ о досрочном прекращении полномочий Верховной рады Украины. 5 апреля на внеочередном заседании СНБО Гриценко проголосовал за решение одобрить роспуск парламента и обязать правительство финансировать проведение досрочных выборов за счёт резервного фонда государственного бюджета. 16 апреля 2007 года на съезде «Нашей Украины» Гриценко единогласно был утверждён кандидатом от партии на предстоявших парламентских выборах.
Как кандидат в депутаты парламента Гриценко вошёл в список созданного в июле 2007 года «мегаблока демократических сил» «Наша Украина — Народная самооборона» (НУ-НС, № 4). В парламенте Гриценко возглавил комитет по вопросам национальной безопасности и обороны.
В декабре 2008 года Гриценко стал председателем созданной в том же месяце Всеукраинской общественной организации «Гражданская позиция». Главной целью организации её создатель называл «наведение в стране порядка, повышение эффективности государственной власти, принуждение её работать в интересах граждан». На базе общественной организации была создана одноименная партия, которую Анатолий Гриценко возглавлял до сентября 2019 года, когда его сменил на посту Владимир Гирняк, на тот момент — депутат Львовского обласного совета.
В октябре 2009 года Центральная избирательная комиссия Украины зарегистрировала Гриценко в качестве кандидата в президенты страны. «Есть задача-максимум — выйти во второй тур, задача-минимум — получить достойный результат», — заявлял политик, комментируя сообщения о своём выдвижении на президентских выборах. 17 января 2010 года в первом туре президентских выборов Гриценко занял девятое место, набрав 1,2 % голосов избирателей, и выбыл из дальнейшей борьбы за пост главы государства. В 2014 году набрал 5,48 % (989 029 голосов), заняв четвёртое место.

## В парламенте VII созыва. Парламентские (2014) и президентские (2019) выборы
20 июня 2012 года стало известно, что партия Гриценко «Гражданская позиция» присоединилась к объединённой оппозиции на базе партии Юлии Тимошенко «Батькивщина» перед парламентскими выборами, и сам он будет баллотироваться по спискам именно этой партии. Гриценко занял третье место в списке после Юлии Тимошенко (которая не была допущена к выборам) и Арсения Яценюка.
После оглашения предварительных итогов состоявшихся в октябре того же года выборов Гриценко как один из лидеров объединённой оппозиции обратился к соратникам с призывом отказаться от мест в Верховной раде в связи с фальсификациями результатов голосования. Однако в итоге он принял присягу и стал членом парламентского комитета по вопросам борьбы с организованной преступностью и коррупцией.
13 января 2014 года ссылаясь на «критические высказывания Гриценко в адрес Майдана, неспособность к командной работе и участие в информационных войнах против собственной фракции» народные депутаты от ВО «Батькивщина» отказались проводить заседание фракции в присутствии Анатолия Гриценко. На следующий день «в связи с невозможностью влиять на решения, которые принимаются фракцией ВО „Батькивщина“» Гриценко написал заявление о выходе из фракции. Комментируя это заявление лидер фракции Арсений Яценюк отметил, что теперь фракция ожидает от Гриценко сложения депутатских полномочий.
17 января 2014 года Гриценко заявил, что слагает депутатские полномочия в связи с принятием законов 16 января, которые, по его мнению, «нарушает базовые конституционные права 45 миллионов граждан и вместо укрепления демократии и верховенства права превращает Украинское государство в диктатуру». Однако в итоге депутатские полномочия он не сложил.
В ходе президентских выборов 2014 года политик получил 5,48 % голосов, в итоге уступив Петру Порошенко, Юлии Тимошенко и Олегу Ляшко. На выборах в Верховную Раду в 2014 году возглавил список альянса «Гражданская позиция (Анатолия Гриценко)», который не смог пройти в парламент, заняв 10-е место с 3,10 % голосов избирателей.
С лета 2018 года началась подготовка к президентским выборам 2019 года: посещение регионов страны, активизация переговоров с малыми демократическими партиями: Волна, Демократический альянс, Европейская партия Украины, а также парламентской «Самопомощью» и антикоррупционными активистами. В мае было заключено соглашение о выдвижении общего кандидата в президенты с партией Народный контроль и о вхождении в «Гражданскую позицию» движения Егора Фирсова «Альтернатива». К этому моменту Анатолий Гриценко по соцопросам пребывал среди потенциальных лидеров будущих президентских выборов.
В сентябре 2018 года Украинская правда сообщала участии в предвыборной кампании Анатолия Гриценко политтехнолога Виктора Котигоренко, лидера «Европейской партии Украины» Николая Катеринчука, а также нардепа Виктора Балоги в качестве главы штаба (сам он и Гриценко это отрицали) и журналистки Кристины Бондаренко (позже возглавила его пресс-службу) В медийном плане с критикой кандидата выступали аффиллированые с предпринимателем Игорем Коломойским СМИ (УНИАН и 1+1, журналисты которых также продвигали и работали над контентом специально созданного в Facebook паблика с компроматом Реальный Грыщ (укр. Реальний Грищ))), в то время как ICTV в своих новостных программах весьма активно привлекал политика в качестве комментатора и активно освещал его деятельность.
15 января 2019 года Центризбирком Украины зарегистрировал Гриценко кандидатом на президентских выборах.
В марте 2019 году в пользу Анатолия Гриценко сняли свои кандидатуры Андрей Садовый, Дмитрий Гнап и Дмитрий Добродомов. В первом туре выборов набрал 6,91 % (1 306 411 голосов), заняв пятое место.
После первого тура президентских выборов Гриценко заявил, что ни в коем случае не поддержит Петра Порошенко и что не имеет позиции по вопросу поддержки Владимира Зеленского, так как не знает его.

## Мнения
- Комментируя снятие кандидатуры лидера Компартии Украины Петра Симоненко с предвыборной гонки 2014 года Гриценко выразил надежду, что общество наконец «дозреет для того, чтобы отторгнуть и даже запретить законодательно коммунистическую идеологию»[82].
- Выступает за вступление Украины в НАТО и ЕС.
- 27 июня 2014 года, во время конфликта на востоке Украины, на центральном украинском телеканале «Первый Национальный» в эфире передачи «Шустер Live» заявил следующее о Владимире Путине:

«Я думаю, что нашлись бы патриоты, которые просто бы убили его, и правильно сделали бы»
- 29 ноября 2014 в своей странице на Facebook назвал Россию вражеским государством и призвал «сбивать её самолёты и взрывать поезда»[85].

## Уголовные дела
- В мае 2014 года Генеральная прокуратура Украины заявила, что действия бывших министров обороны (в том числе и Гриценко) привели Вооружённые силы Украины в состояние ненадлежащей боеготовности, было открыто уголовное производство[86][87][88].
- 7 декабря 2017 года Главным следственным управлением Следственного комитета России в отношении Анатолия Гриценко было возбуждено уголовное дело по признакам преступления, предусмотренного ч. 2 ст. 205.2 УК РФ (публичные призывы к осуществлению террористической деятельности)[89][90]. Сам Гриценко назвал открытое в России дело циничным и гадким[91]. 12 апреля 2019 года Следственный комитет России объявил Анатолия Гриценко в международный розыск[92], а Басманный суд Москвы заочно арестовал его[93].

## Доходы
Согласно данным декларации, за 2016 год Гриценко заработал 150 тыс. гривен. У него есть четыре квартиры в Киеве (площадью 56,2 м², 80,2 м², 32,9 м² и 110,3 м²), автомобиль Volvo XC90 2013 года выпуска, а также 3,2 млн гривен на банковских счетах.

## Личная жизнь
Гриценко свободно владеет английским языком, написал более ста научных работ, изданных, кроме Украины, в Бельгии, Нидерландах, США, ФРГ и Швейцарии: например, «Civil-military Relations in Ukraine: a system emerging from chaos» (1997), «Ukraine’s Defense Sector in Transition: Impacts on Foreign and Security Policy» (1999), «Военная реформа на Украине: старт или очередной фальстарт?» (2000). Любит удить рыбу, играть в шахматы и преферанс, рисует шаржи на политических оппонентов. Занимался спортом и мечтал прыгнуть с парашютом, но в 2003 году, играя в футбол, получил травму колена — порвал связки и повредил мениск.

### Семья
- Дети от первого брака с Людмилой (в браке с 1978 по 2002 год): Алексей и Светлана[8][11][12][13][15].
  - Алексей Гриценко (род. 1979) окончил Киевский политехнический институт, был нападающим и вице-президентом хоккейного клуба «Беркут», директором по развитию бизнеса научно-производственной фирмы Enran Telecom и первым заместителем главы молодёжного союза партии «Наша Украина»[8][96][97]. В 2006 году Enran Telecom стала одним из соисполнителей проекта создания единой автоматизированной системы управления административно-хозяйственными процессами в Вооружённых силах Украины, на реализацию которого должно было быть выделено около ста миллионов гривен[8].
  - Старшая дочь Светлана Гриценко (род. 1982) окончила школу с золотой медалью, получила степень бакалавра по специальности «международная экономика» в Киевском национальном экономическом университете и степень магистра по специальности «международный бизнес» в Университете Стерлинга в Шотландии, работала экспертом Украинского центра экономических и политических исследований и в предвыборном штабе Ющенко, стала пресс-секретарём хоккейного клуба «Беркут» и руководителем проектов киевского офиса The PBN Company[15][98][99].
- С 2003 года в браке с Юлией Владимировной Мостовой — главным редактором издания «Зеркало недели»[100]. Гриценко и Мостовой пришлось устраивать свадебное торжество семь раз из-за большого количества друзей, родственников и коллег, которые хотели их поздравить. Паре пришлось разбить гостей «по интересам». Последнее торжество состоялось в июле 2003 года, на нём присутствовали будущий президент Украины Виктор Ющенко и его супруга Екатерина Чумаченко[101]. 6 марта 2016 года супруги обвенчались[102].
  - От второго брака есть дочь Анна (род. 2004), также у Мостовой есть сын Глеб (род. 1999) — младший сын Разумкова[8][11][12][13][15].

## Награды
- Кавалер Большого креста ордена «За заслуги перед Литвой» (13 ноября 2006 года, Литва)[103].
- Отличие «Именное огнестрельное оружие» (пистолет «Форт-12») (25 октября 2007 года) — за весомый личный вклад в укрепление обороноспособности и безопасности Украинского государства, безукоризненное выполнение служебного долга и по случаю 50-летия со дня рождения[104][105].
- Орден «За интеллектуальную отвагу», вручаемый Капитулой независимого культурологического журнала «Ї»[укр.] (2008 год) — за привнесение весомой интеллектуальной и этической компоненты в украинскую политическую жизнь и твёрдость в отстаивании ценностей евро-атлантической цивилизации[106].